# Macajuba
Macajuba is een gemeente in de Braziliaanse deelstaat Bahia. De gemeente telt 11.517 inwoners (schatting 2009).